# La Citadelle du mal
Pour plus de détails, voir Fiche technique et Distribution.
La Citadelle du mal (titre original : Another Part of the Forest) est un film américain en noir et blanc réalisé par Michael Gordon, sorti en 1948.

## Synopsis
Le sudiste Marcus Hubbard s'est enrichi pendant la guerre de Sécession. Il rend à ses concitoyens le mépris que ceux-ci lui affichent. Toutefois, il ne parvient pas à apprendre à ses enfants à tirer des leçons de son expérience.

## Fiche technique
- Titre français : La Citadelle du mal
- Titre original : Another Part of the Forest
- Réalisation : Michael Gordon
- Musique : Daniele Amfitheatrof
- Scénario : Vladimir Pozner, d’après la pièce Another Part of the Forest de Lillian Hellman (1946)
- Photographie : Hal Mohr
- Monteur : Milton Carruth
- Producteur : Jerry Bresler
- Société de production et de distribution : Universal Pictures
- Format : noir et blanc — pellicule : 35 mm — image : 1,37:1 — son : mono (Western Electric Recording)
- Pays de production :  États-Unis
- Langue d'origine : anglais américain, grec
- Durée : 107 minutes
- Genre : drame
- Dates de sortie : 
  - États-Unis : 18 mai 1948
  - France : 22 mars 1950

## Distribution
- Fredric March : Marcus Hubbard
- Florence Eldridge : Lavinia Hubbard
- Dan Duryea : Oscar Hubbard
- Edmond O'Brien : Benjamin "Ben" Hubbard
- Ann Blyth : Regina Hubbard
- John Dall : John Bagtry
- Betsy Blair : Birdie Bagtry
- Dona Drake : Laurette Sincee
- Fritz Leiber : le colonel Isham
- Whit Bissell : Jugger
- Don Beddoe : Penniman
- Wilton Graff : Sam Taylor
- Virginia Farmer : Clara Bagtry
- Libby Taylor : Coralee
- Smoki Whitfield : Jake
- Rex Lease : Josh (non crédité)

## Source
- La Citadelle du mal sur EncycloCiné

## Crédit d'auteurs
- (en) Cet article est partiellement ou en totalité issu de l’article de Wikipédia en anglais intitulé « Another Part of the Forest » (voir la liste des auteurs).